# Piippola

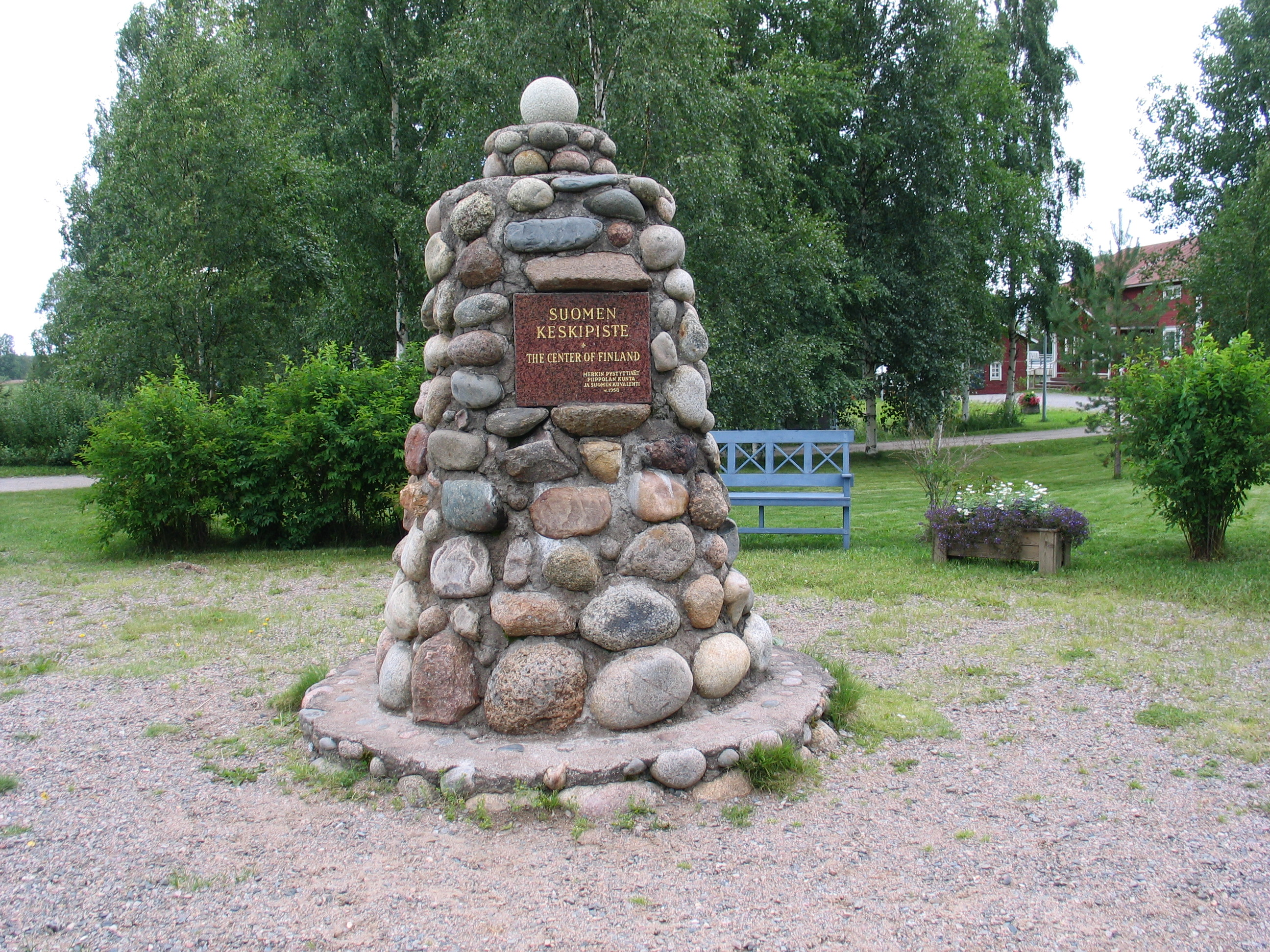
Denkmal des Mittelpunktes von Finnland

Wappen der ehemaligen Gemeinde Piippola

Lage von Piippola in Finnland

Piippola [ˈpiːpːɔlɑ] ist eine ehemalige Gemeinde in der finnischen Landschaft Nordösterbotten. Nach einem 1958 von der Illustrierten Suomen Kuvalehti gefassten Beschluss ist Piippola der geographische Mittelpunkt des Landes.
Die Gemeinde besteht seit 1885 und umfasst neben dem Kirchdorf Piippola die Orte Lamu, Leskelä und  Kangaskylä. Seit 1945 besteht eine Partnerschaft zum Ort Leksand in Schweden.
Sehenswert ist neben einem Denkmal, das die Landesmitte markiert, die hölzerne Dorfkirche aus dem Jahr 1770 sowie das Heimatmuseum, das in einer Blockhütte aus dem 18. Jahrhundert untergebracht ist, der ehemaligen Pfarrei.
Zum Jahresbeginn 2009 schloss sich Piippola mit den Gemeinden Kestilä, Pulkkila und Rantsila zur neuen Gemeinde Siikalatva zusammen.